# Ржевский, Андрей Васильевич
Андрей Васильевич Ржевский (1781 или 1786 — ок. 1835) —  первый профессор-зоолог Санкт-Петербургского университета.

## Биография
Происходил из духовного звания; «Русский биографический словарь» годом рождения указывает 1781-й, «Энциклопедический словарь Брокгауза и Ефрона» — 1786-й.
Был принят 26 ноября 1796 года в Московскую Славяно-греко-латинскую академию, а с 1803 года учился в Петербурге, в Педагогическом институте, по окончании которого, 23 июня 1808 года отправился за границу (в числе 12 студентом института), на три года, для усовершенствования знаний в зоологии.
1 января 1811 года вернулся в Петербург и 5 марта 1812 года получил звание адъюнкт-профессора зоологии в Педагогическом институте, где также преподавал латинский язык и был библиотекарем; 8 февраля 1817 года был назначен экстраординарным профессором. После преобразования института в университет, 24 мая 1820 года было подтверждено его звание экстраординарного профессора. В 1824—1831 годах он читал лекции по зоологии по системе Кювье, в 1826 году — курс энтомологии, в 1827 году — курс «Царство животных». Известно, что к 1834 году он занимал должность ординарного профессора и имел чин коллежского советника. Сменил его в 1833 году на кафедре зоологии Степан Семёнович Куторга.
В 1814 году за научные переводы он был награждён большой серебряною медалью Вольного экономического общества. В «Указателе открытий» 1824 года Ржевский поместил три статьи зоологического содержания, переведённые с французского, и в течение одного года был редактором «Детского Музеума», издававшегося книгопродавцем И. И. Глазуновым.